# Kwacze (obwód witebski)
Kwacze (biał. Квачы, Kwaczy; ros. Квачи, Kwaczi) – wieś na Białorusi, w obwodzie witebskim, w rejonie głębockim, 13 km na zachód od Głębokiego. Wchodzi w skład sielsowietu Koroby. Przez wieś biegnie droga R45 wybudowana w latach 60. XX wieku.

## Historia
W 1870 roku wieś leżała w wołoście Wierzchnie, w powiecie dziśnieńskim guberni wileńskiej. Wierni należeli do parafii rzymskokatolickiej w Udziale. 
W latach 1921–1945 wieś leżała w Polsce, w województwie wileńskim, w powiecie dziśnieńskim, w gminie Wierzchnie, od 1929 roku w gminie Głębokie.
Według Powszechnego Spisu Ludności z 1921 roku zamieszkiwało tu 285 osób, 283 byłoy wyznania rzymskokatolickiego, 2 prawosławnego. Jednocześnie wszyscy mieszkańcy zadeklarowali polską przynależność narodową. Było tu 50 budynków mieszkalnych. W 1931 w 58 domach zamieszkiwało 298 osób.
Wierni należeli do parafii rzymskokatolickiej w Konstantynowie i prawosławnej w miejscowości Wierzchnie. Miejscowość podlegała pod Sąd Grodzki w Głębokiem i Okręgowy w Wilnie; właściwy urząd pocztowy mieścił się w Wierzchni.
Po agresji ZSRR na Polskę w 1939 roku wieś znalazła się pod okupacją sowiecką, w granicach BSRR. W latach 1941–1944 była pod okupacją niemiecką. Następnie leżała w BSRR. W latach 70. XX wieku wieś zamieszkiwały 382 osoby. Od 1991 roku leży w Republice Białorusi.
We wsi znajduje się cmentarz podlegający pod parafię w Konstantynowie.